# Basaburua
Basaburua – gmina w Hiszpanii, w Nawarze, o powierzchni 83,08 km². W 2011 roku gmina liczyła 876 mieszkańców.